# Are You There God? It's Me, Margaret.
Are You There God? It's Me, Margaret. is een Amerikaanse film uit 2023, geschreven, gecoproduceerd en geregisseerd door Kelly Fremon Craig en gebaseerd op de gelijknamige roman uit 1970 van Judy Blume.

## Verhaal
De elfjarige Margaret Simon en haar familie verhuizen van New York naar de buitenwijken van New Jersey. Omdat een van haar ouders christen is en de ander joods, gaat ze op zoek naar haar religieuze identiteit.

## Rolverdeling
| Acteur             | Personage      |
| ------------------ | -------------- |
| Abby Ryder Fortson | Margaret Simon |
| Rachel McAdams     | Barbara Simon  |
| Kathy Bates        | Sylvia Simon   |
| Benny Safdie       | Herb Simon     |

## Productie
Na bijna vijftig jaar te hebben geweigerd de filmrechten op haar roman te verkopen, stemde Judy Blume in 2019 in met het verzoek van James L. Brooks en Kelly Fremon Craig. In februari 2021 werd aangekondigd dat Abby Ryder Fortson de hoofdrol zou spelen en in de daaropvolgende maanden sloten ook Rachel McAdams, Kathy Bates en Benny Safdie zich aan bij de cast.
De opnames vonden plaats tussen april en juli 2021 in Charlotte en Concord, North Carolina. In november 2022 werd bekendgemaakt dat de filmmuziek wordt gecomponeerd door Hans Zimmer.

## Release
De film ging in première op 15 april 2023 in de Westwood Regency Village Theatre in Los Angeles  en werd in de Verenigde Staten uitgebracht op 28 april 2023 door Lionsgate.

## Ontvangst
Op Rotten Tomatoes heeft Are You There God? It's Me, Margaret. een waarde van 95% en een gemiddelde score van 8,5/10, gebaseerd op 21 recensies. Op Metacritic heeft de film een gemiddelde score van 84/100, gebaseerd op 11 recensies.

## Prijzen en nominaties
De belangrijkste:
| Jaar | Prijs                                 | Categorie                    | Genomineerde(n)    | Uitslag     |
| ---- | ------------------------------------- | ---------------------------- | ------------------ | ----------- |
| 2023 | Heartland International Film Festival | Truly Moving Picture Award   | Kelly Fremon Craig | Gewonnen    |
| 2024 | Critics Choice Awards                 | Beste jonge acteur / actrice | Abby Ryder Fortson | Genomineerd |
| 2024 | Critics Choice Awards                 | Beste bewerkte scenario      | Kelly Fremon Craig | Genomineerd |